# Barão do Rio Novo
Barão do Rio Novo é um título nobiliárquico brasileiro criado por D. Pedro II do Brasil, por decreto de 9 de junho de 1856, em favor a José Antônio Barroso de Carvalho.
O título faz referência à cidade mineira de Rio Novo.
Titulares
1. José Antônio Barroso de Carvalho (1816–1869) – primeiro visconde com grandeza do Rio Novo;
2. José Augusto de Resende[1] (?–1904).